# Coppa Italia di pallacanestro maschile 1989
La Coppa Italia 1988-1989 è stata la tredicesima edizione della competizione di pallacanestro maschile.

## Sedicesimi di finale
dal 29 settembre al 6 ottobre 1988
- Snaidero Caserta-Caripe Pescara 96-86
- Paini Napoli-Standa Reggio Calabria 82-62
- Phonola Roma-Neutro Roberts Firenze 78-88
- Enichem Livorno-Sharp Montecatini 108-97
- Alno Fabriano-Porto San Giorgio 96-87
- Scavolini Pesaro-Marr Rimini 97-79
- Kleenex Pistoia-Allibert Livorno 62-66
- Cantine Riunite Reggio Emilia-Braga Cremona 89-71
- Hitachi Venezia-Fantoni Udine 91-79
- San Benedetto Gorizia-Benetton Treviso 72-71
- Arimo Bologna-Glaxo Verona 82-83
- Jollycolombani Forlì-Knorr Bologna 66-77
- Annabella Pavia-Ipifim Torino 96-85
- Filodoro Brescia-Philips Milano 71-88
- Vismara Cantù-Teorema Arese 98-80
- Divarese Varese-Irge Desio 96-88

## Ottavi di finale
dal 6 al 13 ottobre 1988
- Paini Napoli-Snaidero Caserta 81-90
- Enichem Livorno-Neutro Roberts Firenze 103-90
- Scavolini Pesaro-Alno Fabriano 105-94
- Allibert Livorno-Cantine Riunite Reggio Emilia 73-72
- Hitachi Venezia-San Benedetto Gorizia 98-79
- Knorr Bologna-Glaxo Verona 95-81
- Philips Milano-Annabella Pavia 97-96
- Vismara Cantù-Divarese Varese 97-95

## Quarti di finale
dal 21 dicembre 1988 al 2 gennaio 1989
- Snaidero Caserta-Enichem Livorno 104-88
- Scavolini Pesaro-Allibert Livorno 111-91
- Knorr Bologna-Hitachi Venezia 103-99
- Philips Milano-Vismara Cantù 97-87

## Semifinali
dal 2 al 21 marzo 1989
- Snaidero Caserta-Scavolini Pesaro 93-75
- Knorr Bologna-Philips Milano 78-71

## Finale
6 aprile 1989
a Bologna:
- Knorr Bologna-Snaidero Caserta 96-93

## Verdetti
- Vincitrice Coppa Italia:  Knorr Bologna
Formazione: Roberto Brunamonti, Mike Sylvester, Micheal Ray Richardson, Renato Villalta, Clemon Johnson, Augusto Binelli, Marco Bonamico, Vittorio Gallinari, Cappelli, Conti. Allenatore: Bob Hill.